# Rhyacophila fansipana
Rhyacophila fansipana är en nattsländeart som beskrevs av Wolfram Mey 1998. Rhyacophila fansipana ingår i släktet Rhyacophila och familjen rovnattsländor. Inga underarter finns listade i Catalogue of Life.